# Berenikina kosa (galaktički skup)
Skup Berenikina kosa je galaktički skup od dvanaest galaktika u zviježđu Berenikinoj kosi. Nalaze se unutar udaljenosti od 300 milijuna svjetlosnih godina. Srednja udaljenost od Zemlje je 99 Mpc (321 milijuna svj. godina).
Ovaj mozaik u neprirodnim bojama središnjeg dijela skupa Berenikine kose na slici lijevo kombinira infracrvene slike i slike pod vidljivom svjetlosti čime otkriva tisuće objekata slabašne svjetlosti (zeleno). Promatranja koja su uslijedila pokazala su da su mnogi od ovih objekata koji se ovdje pokazuju kao blijedozelene mrljice predstavljaju patuljaste galaktike u skupu. Dvije velike eliptične galaktike NGC 4889 i NGC 4874 prevladavaju središtem skupa. Mozaik kombinira podatke snimljene u vidljivom spektru sa Sloan Digital Sky Surveya (plavo) s dugo- i kratkovalnim infracrvenim snimcima (crveno i zeleno, respektivno) s Nasina svemirskog teleskopa Spitzera.